# Cajista

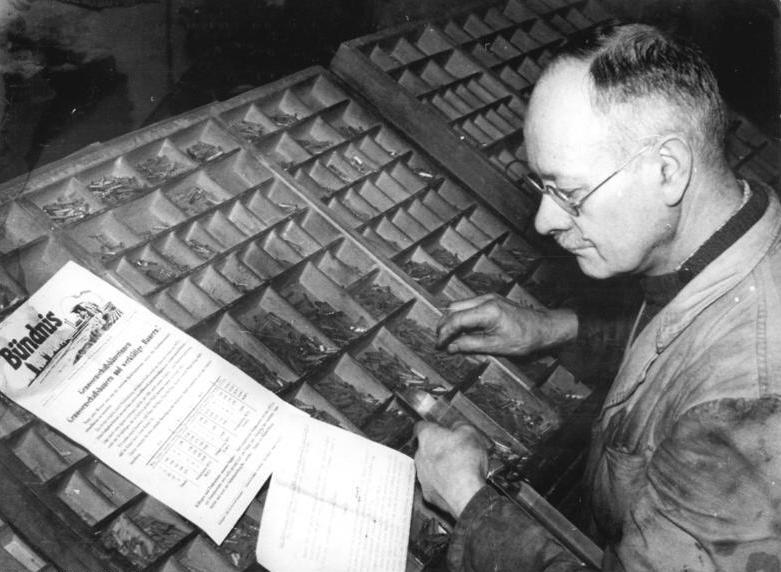
Cajista componiendo, encima de la caja de tipos, con el original y componedor en la mano izquierda.

El cajista era un oficial de imprenta, cuyo cometido era componer los moldes que se han de imprimir. 
El oficio de cajista se remonta a los inicios de la imprenta. Los cajistas, como transcriptores de sermones, podían trabajar en festivo, algo no reservado a los impresores. Los cajistas fueron siempre considerados personas cultas, pues requerían una buena formación gramatical y técnica.
Esta profesión evolucionó con el tiempo, conforme lo fueron haciendo las técnicas tipográficas. Los primeros cajistas se dedicaban básicamente a componer líneas de texto para periódicos y libros. Posteriormente se especializaron en la remendería, que consistía en llevar a cabo trabajos de composición compleja (es decir, trabajos comerciales y de fantasía). Finalmente, su función principal fue la de ajustador o compaginador.
- El cajista corrector era el que hacía la corrección directamente en el plomo.
- El cajista compaginador, también llamado ajustador o montador, es el que se dedicaba a compaginar o ajustar las páginas.